# Странска вас (Доброва–Полхов Градец)
Странска вас (словен. Stranska vas) је насељено место у општини Доброва–Полхов Градец, Средњесловенска регија, Словенија.

## Историја
До територијалне реорганизације у Словенији била је у саставу града Љубљане, односно старе општине Вич–Рудник.

## Становништво
У попису становништва из 2011. године, Странска вас је имала 279 становника.
| Број становника према пописима | Број становника према пописима | Број становника према пописима |
| ------------------------------ | ------------------------------ | ------------------------------ |
| 1991                           | 2002                           | 2011                           |
| 209                            | 234                            | 279                            |

## Галерија
- засеок Утик
- река Градашчица на току кроз Странску вас